# Perdigueiro de Burgos
A perdigueiro de Burgos[Nota] (em castelhano:  perdiguero de Burgos), também chamado de Pointer espanhol, é uma raça de cães originária da província de Burgos, Espanha. A raça foi desenvolvida através de cruzamentos seletivos e apresenta traços visíveis dos sabujos e bracos alemães da década de 1800, com os lábios e as orelhas pendentes, a pele e a estrutura óssea pesadas. Anteriormente utilizados para caçarem presas grandes como os cervos, estes animais passaram a perseguir caças menores, como lebres. Por gostar de terra e água, ser tranquilo e de confiança com crianças, é considerado um bom cão de companhia, também por seu fácil adestramento.